# Dicymbium sinofacetum
Dicymbium sinofacetum là một loài nhện trong họ Linyphiidae.
Loài này thuộc chi Dicymbium. Dicymbium sinofacetum được Andrei V. Tanasevitch miêu tả năm 2006.